# تیلور درایسدیل
تیلور درایسدیل (به انگلیسی: Taylor Drysdale) (زادهٔ ۱۴ ژانویهٔ ۱۹۱۴) شناگر اهل ایالات متحده آمریکا است.